# Mesrob I d'Artaz
Mesrob I d'Artaz (armeni: Մեսրոպ Արտազեցի) fou patriarca de l'església armènia del 1359 al 1372. Va succeir a Mekhitar I de Grner. Va morir el 1372 i li va succeir Constantí V de Sis.